# حملة بوسطن
حملة بوسطن كانت الحملة الافتتاحية للحرب الثورية الأمريكية، التي وقعت بشكل أساسي في مقاطعة خليج ماساتشوستس. بدأت الحملة مع معارك ليكسينغتون وكونكورد في 19 أبريل عام 1775، وفيها اعترضت الميليشيات الاستعمارية المحلية محاولة الحكومة البريطانية للاستيلاء على المخازن العسكرية والقادة في كونكورد، ماساتشوستس. عانت الحملة البريطانية بأكملها من خسائر كبيرة خلال معركة التراجع إلى تشارلزتاون ضد عدد متزايد من الميليشيات.
بعد ذلك، حاصرت قوات الميليشيا المتكدسة مدينة بوسطن، وبدأ حصار بوسطن. كانت المعركة الرئيسية خلال الحصار، معركة بانكر هيل في 17 يونيو عام 1775، واحدة من أكثر المواجهات دموية في الحرب، وأسفرت عن انتصار بريطاني بيروسي (باهظ الثمن). وحدثت العديد من المناوشات بالقرب من بوسطن والمناطق الساحلية لبوسطن، ما أدى إلى خسائر في الأرواح أو الإمدادات العسكرية أو كليهما.
في يوليو عام 1775، تولى جورج واشنطن قيادة الميليشيات المجمعة وحوّلها إلى جيش أكثر تماسكًا. وفي 4 مارس عام 1776، حصن الجيش الاستعماري مرتفعات دورتشستر بمدفع قادر على الوصول إلى بوسطن والسفن البريطانية في الميناء. انتهى الحصار (والحملة) في 17 مارس عام 1776 بانسحاب دائم للقوات البريطانية من بوسطن. وحتى يومنا هذا، تحتفل بوسطن بيوم 17 مارس كيوم الجلاء.

## الخلفية
في عام 1767، أصدر البرلمان البريطاني قوانين تاونزهند التي فرضت رسوم استيراد على الورق والزجاج والطلاء وغيرها من العناصر شائعة الاستيراد إلى المستعمرات الأمريكية. رد أبناء الحرية ومنظمات الوطنيين الأخرى بمجموعة متنوعة من الإجراءات الاحتجاجية. ونظموا مقاطعات للبضائع الخاضعة للضرائب، وضايقوا موظفي الجمارك الذين كانوا يحصلون الرسوم وهددوهم، وكان كثير منهم إما فاسدين أو مرتبطين بقادة المقاطعات. طلب فرانسيس برنارد، حاكم مقاطعة خليج ماساتشوستس، من القوات العسكرية حماية أفراد طاقم الملك. ثم وصلت القوات البريطانية إلى مدينة بوسطن واحتلت المدينة في أكتوبر 1768. وأدت التوترات إلى مذبحة بوسطن في 5 مارس عام 1770، وبعدها إلى عملية حفلة شاي بوسطن (تي بارتي) في 16 ديسمبر عام 1773.
ردًا على عملية حفلة الشاي والاحتجاجات الأخرى، سن البرلمان قوانين لا تطاق لمعاقبة المستعمرات. ومع قانون حكومة ماساتشوستس لعام 1774، ألغيت حكومة مقاطعة ماساتشوستس. وعُين الفريق الأول توماس غيج، رئيس أركان القوات البريطانية في أمريكا الشمالية، حاكمًا لولاية ماساتشوستس وتلقى تعليمات من حكومة الملك جورج لفرض السلطة الملكية في المستعمرة المضطربة. ومع ذلك، أجبرت المقاومة الشعبية المسؤولين الملكيين المعينين حديثًا في ماساتشوستس على الاستقالة أو البحث عن ملجأ في بوسطن. قاد غيج أربعة أفواج من الجنود النظاميين البريطانيين (نحو 4000 رجل) من مقره في بوسطن، لكن المتعاطفين مع الوطنيين كانوا يسيطرون على الريف إلى حد كبير.

## بداية الحرب
في 1 سبتمبر عام 1774، أزال الجنود البريطانيون البارود والإمدادات العسكرية الأخرى في غارة مفاجئة على مخزن البارود بالقرب من بوسطن. أثارت هذه الحملة انزعاج الريف، وانطلق الآلاف من الأمريكيين الوطنيين وسط شائعات عن اقتراب الحرب. ولكن ثبت أن تلك الشائعات غير حقيقية، إلا أن هذا الحدث - المعروف باسم إنذار البارود - دفع جميع المعنيين إلى المضي قدمًا بحذر أكبر في الأيام المقبلة، وقدم بشكل أساسي «بروفة» للأحداث التي تلت ذلك بسبعة أشهر. وردًا على هذا العمل، نقل المستعمرون الإمدادات العسكرية من عدة حصون في نيو إنجلاند ووزعوها على الميليشيات المحلية.
في ليلة 18 أبريل عام 1775، أرسل الفريق الأول غيج 700 رجل للاستيلاء على الذخائر التي خزنتها الميليشيا الاستعمارية في كونكورد. ولكن العديد من الخيالة - بمن فيهم بول ريفير - أعلموا الريف بذلك، وعندما دخلت القوات البريطانية ليكسينغتون في صباح يوم 19 أبريل، وجدوا 77 من الرجال المستعدين للقتال، وكانوا قد جمعوا من القرية بشكل مشترك. جرى تبادل لإطلاق النار وقتل ثمانية من أولئك الرجال، وتفرقت الميليشيات الاستعمارية، وانتقل البريطانيون إلى كونكورد. وفي كونكورد، بحثت القوات عن الإمدادات العسكرية، لكنها وجدت القليل منها نسبيًا، إذ أن المستعمرين، الذين تلقوا تحذيرات من احتمال حدوث مثل هذه الحملة، قد اتخذوا خطوات لإخفاء العديد من الإمدادات. وأثناء البحث، حدثت مواجهة عند الجسر الشمالي. أطلقت مجموعة صغيرة من القوات البريطانية النار على رتل أكبر بكثير من الميليشيات الاستعمارية، وجاء الرد بإطلاق النار، وفي النهاية دُحر البريطانيون، الذين عادوا إلى وسط القرية وانضموا إلى القوات الأخرى هناك. وبحلول الوقت الذي بدأت فيه قوات الريد كوت «المعاطف الحمراء» (كما كان يُطلق على الجنود البريطانيين) مسيرة العودة إلى بوسطن، كان عدة آلاف من رجال الميليشيات قد تجمعوا على طول الطريق. تبع ذلك معركة عانى فيها الفصيل البريطاني بشدة قبل الوصول إلى تشارلزتاون. مع معركة ليكسينغتون وكونكورد - «الطلقة التي سمعت حول العالم» - بدأت الحرب.